# FC Metaloglobus București
El FC Metaloglobus București es un equipo de fútbol de Rumania que juega en la Liga I, la primera división nacional.

## Historia
Fue fundado en el año 1923 en la capital Bucarest como el equipo representante de la fábrica Metaloglobus, fundada en ese mismo año por el industrial autriaco Manfréd Weiss. La fábrica tuvo su mayor desarrollo durante el régimen comunista donde produjo grandes cantidades de objetos de acero como linternas, balas y calderos, y a partir de 1965 iniciaron con la producción de juguetes. Luego de la revolución rumana de 1989 la fábrica comenzó a tener problemas financieros que provocaron que en el año 2000 fue comprada por el empresario sirio Imad Kassas.
Metaloglobus jugó en las ligas regionales de la capital Bucharest hasta el 2011 cuando ganó la Liga IV Bucharest y clasificó al playoff de ascenso a la Liga III donde perdió ante el Rapid Clejani, campeón del Giurgiu County. Debido a que varios equipos abandonaron la Liga III en ese verano, el Metaloglobus fue invitado a jugar en la Liga III. En cinco temporadas consecutivas el club se mantuvo en los primeros lugares de la clasificación, donde su mejor temporada había sido de la 2012–13 y de 2015–2016 donde terminó en tercer lugar.
En la temporada 2016-17 el Metaloglobus terminó en primer lugar, 11 puntos por delante del segundo lugar Viitorul Domnești, ganando el ascenso a la Liga II por primera vez en su historia. Su primera temporada en la segunda división fue difícil, y apenas descendió de categoría luego de terminar en la posición 16, pero salvó la categoría luego de que el quinto lugar de la clasificación, el Afumați, abandonó la liga.
El 1 de junio de 2025 el Metaloglobus logró el ascenso a la Liga I por primera vez en su historia luego de vencer al Poli Iasi en el playoff de ascenso.

## Palmarés
- Liga III (1): 2016–17
- Liga IV – Bucharest (1): 2010–11

## Entrenadores
- Francisc Fabian (1958–1962)
- Colea Vâlcov (1964–1965)
- Sorin Colceag (2015–2016)
- Bogdan Vintilă (2016–2017)
- Bogdan Andone (2018)
- László Balint (2019)
- Marius Măldărășanu (2019–2020)
- Gabriel Manu (2020–2021)
- Nicolae Grigore (2021–2022)
- Eugen Trică (2022)
- Eusebiu Tudor (2022–2023)
- Ianis Zicu (2023–2025)